# Epopeo
En la mitología griega, Epopeo (Ἐπωπεύς, que puede estar relacionado con la «abubilla») es el nombre de varios personajes que se confunden entre ellos. 

### Rey de Sición
El Epopeo más célebre fue hijo de Poseidón, ya sea con Cánace, hija de Eolo, ya con Alcíone, hija de Atlante. Aun así, otros lo imaginaron como hijo de Aloeo y nieto de Helios. Epopeo fue un militar tesalio que conquistó Sición al poco de morir Córax. Este usurpador consiguió , hacerse también con la regencia de Tebas raptando a la hija del anterior regente, Antíope, y haciéndola su esposa. A Epopeo se le atribuyen al menos un hijo, el epónimo Maratón y una hija, Enope, de quien gozó Poseidón. La belleza de Antíope era tan famosa en toda Grecia que el ejército tebano no dudó en marchar contra Sición con tal de liberarla. En el consiguiente asedio, el primero que había sufrido la ciudad en muchos años, el ejército tebano fue derrotado, pero Epopeo sufrió unas heridas de las que moriría poco después, dejando vía libre a Lamedonte para recuperar el trono de su padre.

Antíope era una hija de Nicteo con la que Zeus tuvo relaciones amorosas. Cuando se vio encinta, amenazada por su padre fue a refugiarse en Sición junto a Epopeo, quien la desposó. Nicteo, abatido, se suicidó, después de haber ordenado a Lico que castigara a Epopeo y Antíope. Lico guerreó contra Sición y, una vez sometida, mató a Epopeo y se llevó prisionera a Antíope.
Pseudo-Apolodoro: Biblioteca mitológica III 5, 5

### Rey de Lesbos
Otros creen que Nictímene, hija de Epopeo, rey de los lesbios, había sido la muchacha más hermosa. Su padre, afligido por la pasión la abrazó, pero ella, sobrecogida por la vergüenza, se ocultó en el bosque. Minerva la convirtió en lechuza por piedad, la cual, debido a su vergüenza, no viene cuando durante luz, pero sí durante la noche.

### Marinero
Otros más dicen que Epopeo fue uno de los marineros que intentó hostigar a Dioniso, y acabaron siendo metamorfoseados en delfines.

### Nativo de Lemnos
Finalmente también fue llamado Epopeo un hombre de Lemnos, asesinado por su propia madre, una de las lemnias.
| Predecesor: Corono | Reyes de Sición | Sucesor: Lamedonte |